# La Bonne Étoile (téléfilm)
Pour les articles homonymes, voir La Bonne Étoile (homonymie).
La Bonne Étoile (Follow the Stars Home) est un téléfilm américain réalisé par Dick Lowry et diffusé le 6 mai 2010.

## Synopsis
Une jeune mère s'occupe de sa fille handicapée.

## Fiche technique
- Titre original : Follow the Stars Home
- Réalisation : Dick Lowry
- Scénario : Luanne Rice, Sally Robinson
- Durée : 95 minutes
- Pays :  États-Unis

## Distribution
- Kimberly Williams-Paisley : Dianne Parker-McCune
- Campbell Scott : David McCune
- Eric Close : Mark McCune
- Alexa Vega : Amy Williams
- Blair Brown : Hannah Parker
- Roxanne Hart :Tess, la mère d'Amy
- Tim Ransom : Buddy
- Amanda Fein : Julia Parker-McCune
- Caitlin Fein : Julia Parker-McCune
- Patricia Belcher : conseillère
- Judith Drake : infirmière
- Suzy Nakamura : Martha
- Octavia Spencer : Hildy
- Jason Graham : infirmière
- Cynthia St. John : infirmière
- Toya A. Brown : aide
- Debra Orenstein : bibliothécaire